# Lavignac
Lavignac is een gemeente in het Franse departement Haute-Vienne (regio Nouvelle-Aquitaine) en telt 128 inwoners (2004). De plaats maakt deel uit van het arrondissement Limoges.

## Geografie
De oppervlakte van Lavignac bedraagt 6,0 km², de bevolkingsdichtheid is 21,3 inwoners per km².
De onderstaande kaart toont de ligging van Lavignac met de belangrijkste infrastructuur en aangrenzende gemeenten.

## Demografie
Onderstaande figuur toont het verloop van het inwonertal (bron: INSEE-tellingen).

## Algemeen
Lavignac ligt op een plateau boven het dal van de Aixette. Enige zijbeekjes maken diepe doorsnijdingen in dit plateau, waardoor de natuur lieflijk gevarieerd is.
De naam Lavignac duit op een Gallo-Romeinse oorsprong, en Lavignac was dan waarschijnlijk een dependance van een domein in Flavignac maar er niets concreets over bekend.
De kerk Saint-Pierre aux Liens (Sint-Pieter-Banden) zou al een Merovingische oorsprong kunnen hebben en de parochie zou toen een dependance geweest zijn van de zeer oude parochie Flavignac. Enig bekend wapenfeit: tijdens de Honderdjarige Oorlog zouden in 1369 Franse en Engelse troepen hier slaags geraakt zijn.